# 罗蔺
罗蔺（1971年4月—），男，汉族，四川古蔺人，法学博士，中华人民共和国政治人物，中国共产党党员。曾任中共重庆市委秘书长，现任中共重庆市委常委、两江新区党工委书记。

## 生平
2014年6月，挂职任三明市人民政府副市长。

### 重庆
2017年11月，返回重庆任法制办主任、党组书记。
2018年7月，升任重庆市人民政府副秘书长，明确为正厅局级。2021年3月，转任两江新区党工委副书记、管委会主任。
2022年5月，当选新一届中共重庆市委常委。同年6月，任市委秘书长。2023年7月，改兼任两江新区党工委书记。